# Epidonta atra
Epidonta atra är en fjärilsart som beskrevs av M.Gaede 1915. Epidonta atra ingår i släktet Epidonta och familjen tandspinnare. Inga underarter finns listade i Catalogue of Life.